# Marcovia (kommun)
Marcovia är en kommun i Honduras.   Den ligger i departementet Choluteca, i den södra delen av landet, 90 km söder om huvudstaden Tegucigalpa. Antalet invånare är 37 824.